# Solvay Torrelavega
Solvay Torrelavega, pełna nazwa Club de Ajedrez Solvay – hiszpański klub szachowy z siedzibą w Torrelavedze, dwukrotny mistrz kraju.

## Historia
Klub został założony na początku lat 90. W 2006 roku klub zadebiutował w División de Honor. W 2008 roku zespół zajął trzecie miejsce w rozgrywkach, za CajaCanarias Santa Cruz i Linex-Magic Mérida. W latach 2010, 2012 i 2013 Solvay zdobył wicemistrzostwo Hiszpanii. W 2014 roku klub zadebiutował w Pucharze Europy, uzyskując wówczas 21. pozycję (zwycięstwa nad Shakkivelhot, Matinkylän SK, CE Monte-Carlo i The Smashing Pawns Bieles oraz porażki z Beer Sheva Chess Club, SzSM Moskwa i Leidsch SG. W 2015 roku Solvay zdobył mistrzostwo kraju. Skład drużyny stanowili wówczas: Pentala Harikrishna, Adhiban Baskaran, Surya Ganguly, Aleksandyr Dełczew, Sergio Cacho Reigadas, Elizbar Ubiława i Jesús María de la Villa García. Sezon 2017 klub zakończył na drugim miejscu w rozgrywkach División de Honor, a sezon 2018 – na trzecim. W 2020 roku klub spadł z División de Honor. Rok później wygrał Primera División i powrócił do najwyższej ligi hiszpańskiej. W 2022 roku Solvay zdobył mistrzostwo kraju. W kolejnym sezonie klub zajął trzecie miejsce w lidze.

## Arcymistrzowie w historii klubu
- Adhiban Baskaran[16]
- Emanuel Berg[17]
- Aravindh Chithambaram[18]
- Jorge Cori Tello[19]
- Jesús María de la Villa García[20]
- J. Deepan Chakkravarthy[21]
- Aleksandyr Dełczew[22]
- Baadur Dżobawa[22]
- Surya Ganguly[23]
- Vidit Gujrathi[24]
- Dommaraju Gukesh[25]
- Pentala Harikrishna[21]
- Lance Henderson de La Fuente[18]
- Niclas Huschenbeth[26]
- Wasyl Iwanczuk[18]
- Oleg Korniejew[26]
- Jordi Magem Badals[27]
- Hajk Martirosjan[28]
- Marc′Andria Maurizzi[18]
- Nicat Məmmədov[23]
- Anna Muzyczuk[24]
- Parimarjan Negi[23]
- Liviu-Dieter Nisipeanu[22]
- Rameshbabu Praggnanandhaa[28]
- Iván Salgado López[19]
- Miguel Santos Ruiz[29]
- Krishnan Sasikiran[29]
- Bartosz Soćko[26]
- Monika Soćko[26]
- Aleksiej Szyrow[24]
- Elizbar Ubiława[22]